# 닥 리버스

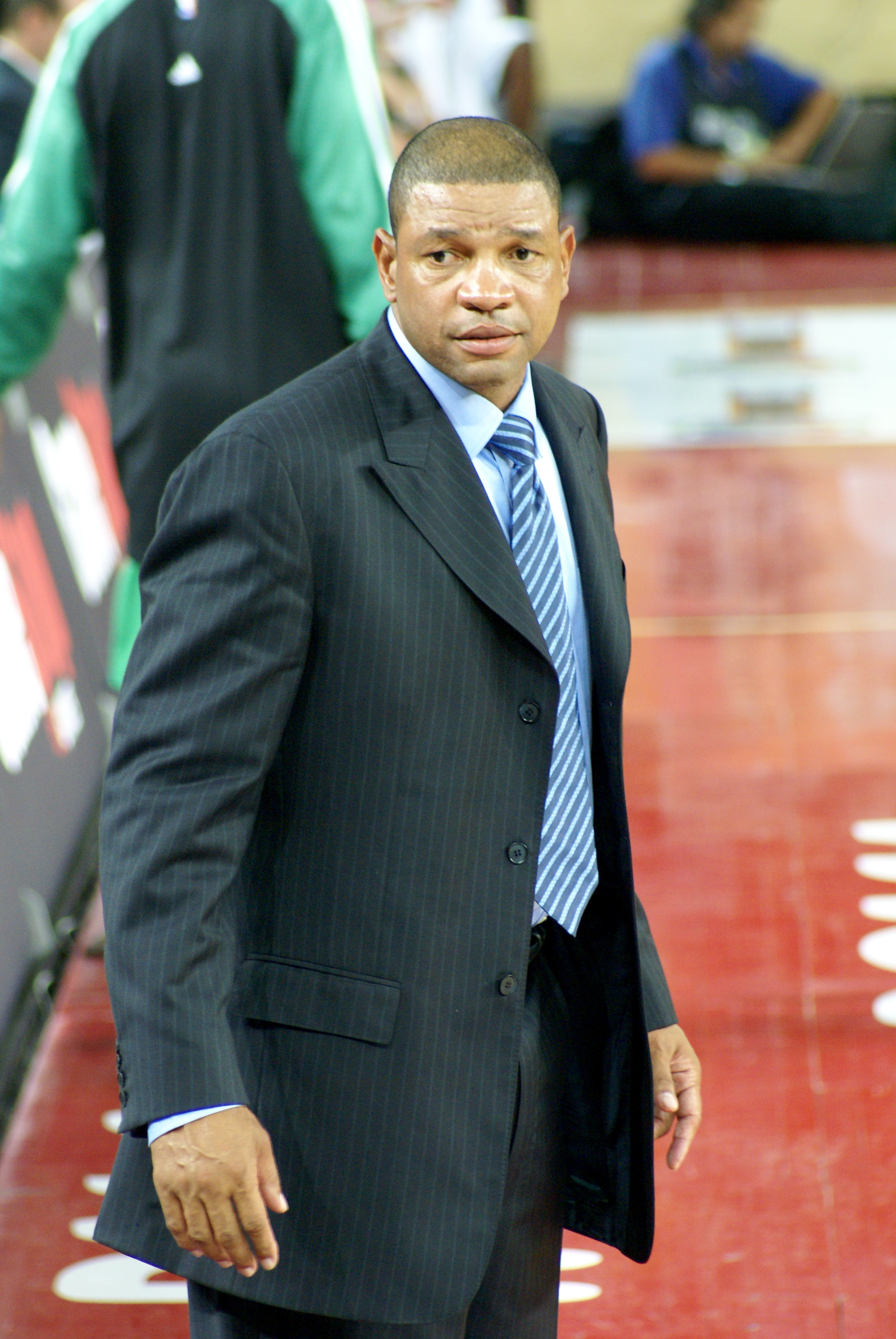
닥 리버스

닥 리버스(영어: Doc Rivers, 1961년 10월 13일 ~ )는 전 미국 프로 농구 선수이자 전 NBA 로스앤젤레스 클리퍼스, 필라델피아 세븐티식서스 감독이였다. 미국의 농구 선수인 세스 커리의 장인이기도 하다.